# Seward (Alaska)
Seward est une ville de l'État de l'Alaska aux États-Unis, faisant partie du borough de la péninsule de Kenai. Elle compte 2 693 habitants en 2010, ce qui en fait la deuxième agglomération la plus importante de la Péninsule Kenai, après Homer. Elle est située à 200 kilomètres d'Anchorage, à proximité de Bear Lake.
Son nom lui vient de William Henry Seward, secrétaire d'État sous la présidence d'Abraham Lincoln et d'Andrew Johnson. C'est lui qui, le 30 mars 1867, finalisa l'achat de l'Alaska à la Russie pour la somme de 7 200 000 dollars.

## Histoire
C'est en 1793 qu'Alexandre Baranov établit un comptoir de négoce de fourrures dans la baie de la Résurrection, ainsi qu'un chantier naval, là où se trouve Seward actuellement. Baranov s'y étant réfugié, alors qu'il naviguait entre Kodiak et Yakutat, un dimanche de Pâques (selon le calendrier orthodoxe), lui ayant donné ce nom. Lors de la découverte de l'or à Nome, Seward devint le point de départ de l'Iditarod Trail Sled Dog Race. C'est donc de Seward qu'il fut décidé de faire partir la ligne de chemin de fer Alaska Central Railroad qui devait rejoindre Fairbanks et la vallée de la rivière Tanana, distants de 752 kilomètres. Ce projet, après la faillite de la première compagnie, fut repris par l'Alaska Northern Railroad, et la ligne fut terminée en 1923.
Seward espéra un certain temps devenir capitale de l'État, mais la compagnie de chemin de fer établit ses bureaux à Anchorage, tandis que l'armée construisait un quai de transports pétroliers à Whittier ; c'est enfin Juneau qui devint capitale, en 1906, tandis qu'Anchorage demeurait la ville la plus importante en population.
Seward fut gravement endommagée lors du séisme de 1964, 90 % de ses installations étant détruites.

## Actuellement

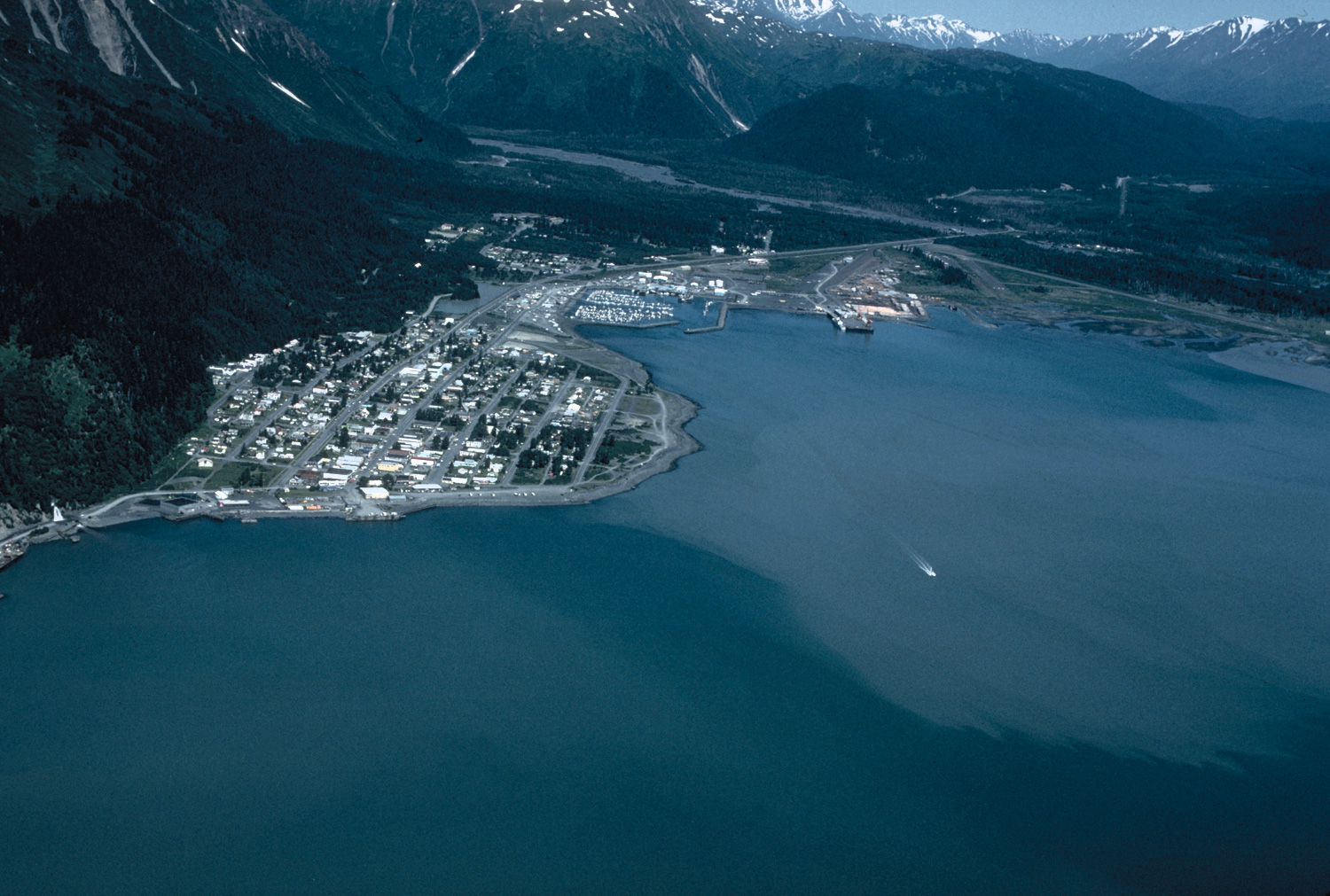
Vue aérienne de Seward.

Seward est un port important, libre des glaces durant toute l'année, avec plusieurs chantiers navals. Son activité est axée sur la pêche et le tourisme. En effet, elle est reliée au reste de l'État par la Seward Highway qui traverse la péninsule Kenai et permet l'accès au parc national des Kenai Fjords par la route qui mène au glacier Exit. Elle est ainsi le point de départ de nombreuses randonnées dans toute la péninsule.
La ville ne possède plus guère d'anciens bâtiments, à cause des destructions du séisme de 1964, hormis quelques demeures des propriétaires des compagnies de chemin de fer, sur la 3e Avenue, mais possède quelques musées : 
- Le Seward Museum : qui retrace l'épisode du tremblement de terre et offre aussi des objets d'art indien, et quelques souvenirs de l'Iditarod.
- Le Kenai Fjord Visitor Center, près de la capitainerie, qui expose des documents sur le parc national.
- L'Alaska Sea-life center : un aquarium installé au bord de mer, financé en partie par la compagnie Exxon, en compensation du naufrage de l'Exxon Valdez en 1989.

La ville de Seward est reliée par le rail au reste de l'État, et possède un aéroport, Seward Airport (PAWD/SWD). Des liaisons maritimes partaient aussi de cette ville jusqu'en 2005, l'Alaska Marine Highway qui régit les ferrys en Alaska, ayant depuis décidé de transférer son activité à Homer et à Whittier. Toutefois, en dehors des ferries, des bateaux de croisière arrivent et repartent de Seward, les passagers, à la descente du bateau, empruntant alors le train pour rejoindre le Parc national et réserve de Denali. Des liaisons par bus existent entre les autres villes locales.

## Démographie
| Groupe               | Seward | Alaska | États-Unis |
| -------------------- | ------ | ------ | ---------- |
| Blancs               | 68,5   | 66,7   | 72,4       |
| Autochtones d'Alaska | 16,8   | 14,8   | 0,9        |
| Métis                | 8,1    | 7,3    | 2,9        |
| Afro-Américains      | 3,1    | 3,3    | 12,6       |
| Asiatiques           | 2,4    | 5,4    | 4,8        |
| Autres               | 0,6    | 1,6    | 6,2        |
| Océaniens            | 0,6    | 1,1    | 0,2        |
| Total                | 100    | 100    | 100        |
|                      |        |        |            |
| Latino-Américains    | 3,6    | 5,5    | 16,7       |

| 1910 | 1920 | 1930 | 1940 | 1950  | 1960  |
| ---- | ---- | ---- | ---- | ----- | ----- |
| 534  | 652  | 835  | 949  | 2 114 | 1 891 |

| 1970  | 1980  | 1990  | 2000  | 2010  | - |
| ----- | ----- | ----- | ----- | ----- | - |
| 1 587 | 1 843 | 2 699 | 2 830 | 2 693 | - |